# Fureur à la plage
Pour plus de détails, voir Fiche technique et Distribution.
Fureur à la plage (titre original : The Sweet Ride) est un film américain réalisé par Harvey Hart et sorti en 1968.

## Synopsis
Trois hommes, bourreaux des cœurs, un escroc, un musicien et un surfeur louent une villa à Malibu. Tout en affrontant un gang de motards, le trio vit une vie de bohème tout en courtisant de belles femmes sur la plage.

## Fiche technique
- Titre : Fureur à la plage
- Titre d’origine : The Sweet Ride
- Réalisation : Harvey Hart
- Scénario : Tom Mankiewicz d’après un roman de William Murray
- Musique : Pete Rugolo
- Photographie : Robert B. Hauser
- Montage : Philip W. Anderson
- Direction artistique : Richard Day et Jack Martin Smith
- Décors : Stuart A. Reiss et Walter M. Scott
- Pays d’origine :  États-Unis
- Langue : anglais
- Producteur : Joe Pasternak
- Société de production : Euterpe
- Société de distribution : Twentieth Century Fox
- Format : Couleurs — 35 mm — 2.35:1 — Son : son monophonique (Westrex Recording System)
- Genre : comédie dramatique
- Durée : 110 minutes
- Dates de sortie :
  - États-Unis : 12 juin 1968
  - France : 30 octobre 1968
- Affiche : Raymond Elseviers (titre : Tous les coups sont permis, Belgique)

## Distribution
- Anthony Franciosa : Collie Ransom
- Michael Sarrazin : Denny McGuire
- Jacqueline Bisset : Vickie Cartwright
- Bob Denver : Choo-Choo Burns
- Michael Wilding : Bill Cartwright
- Michele Carey : Thumper Stevens
- Lara Lindsay : Martha
- Norma Crane : Madame Cartwright
- Percy Rodriguez : Lieutenant Harvey Watkins
- Warren Stevens : Brady Caswell
- Pat Buttram : L'homme du Texas
- Michael Forest : Barry Green
- Lloyd Gough : Parker
- Stacy King : Big Jane
- Charles Dierkop : Monsieur nettoyage
- Arthur Franz : Le psychiatre de l'armée